# Підводні човни типу «Партіан»
Підводні човни типу «Партіан» (англ. Parthian-class submarine) — клас військових кораблів з 6 підводних човнів, що випускалися британськими суднобудівельними компаніями у 1929 році. Субмарини цього типу входили до складу Королівського військово-морського флоту Великої Британії та брали активну участь у боях Другої світової війни.

## Підводні човни типу «Партіан»
| Корабель   | Номер вимпелу | Виготовлювач                          | Закладено      | Спущено        | У строю        | Статус |
| ---------- | ------------- | ------------------------------------- | -------------- | -------------- | -------------- | --- |
| «Пандора»  | N42           | Vickers-Armstrongs, Барроу-ін-Фернесс | 9 липня 1928   | 22 серпня 1929 | 30 червня 1930 | 1 квітня 1942 року затоплений у порту Валлетти німецькими бомбардувальниками Ju 87 ескадри StG 3; піднятий у вересні 1943 року, але не відновлений. Розібраний на брухт у 1950-х |
| «Партіан»  | N75           | Chatham Dockyard, Чатем               | 30 червня 1928 | 22 червня 1929 | 13 січня 1931  | між 6 та 11 серпня 1943 року ймовірно підірвався на мінному полі в Середземному морі поблизу Бриндізі                                                                            |
| «Персеус»  | N36           | Vickers-Armstrongs, Барроу-ін-Фернесс | 2 липня 1928   | 22 травня 1929 | 15 квітня 1930 | 6 грудня 1941 року імовірно підірвався на мінному полі в Іонічному морі між островами Кефалонія та Закінф поблизу західного узбережжя Греції                                     |
| «Фенікс»   | N96           | Cammell Laird, Беркенгед              | 23 липня 1928  | 3 жовтня 1929  | 3 лютого 1931  | 16 липня 1940 року ймовірно потоплений глибинними бомбами італійського мисливця на підводні човни «Альбатрос» поблизу узбережжя Сицилії                                          |
| «Посейдон» | P99           | Vickers-Armstrongs, Барроу-ін-Фернесс | 5 вересня 1928 | 22 серпня 1929 | 5 травня 1930  | 9 червня 1931 року затонув у наслідок зіткнення з китайським торговельним судном SS Yuta. 1972 рештки підводного човна таємно підняти китайцями                                  |
| «Протеус»  | N29           | Vickers-Armstrongs, Барроу-ін-Фернесс | 18 липня 1928  | 23 липня 1929  | 17 червня 1930 | 26 лютого 1946 проданий на брухт у Труні |